# پری‌الیکایی رنگارنگ
پری‌الیکایی رنگارنگ (نام علمی: Malurus lamberti) نام یک گونه از سرده پری‌الیکاییان است.